# Гарднер, Ларри
Уильям Лоренс «Ларри» Гарднер (англ. William Lawrence «Larry» Gardner; 13 мая 1886, Иносберг-Фолс, Вермонт — 11 марта 1976, Сент-Джордж, там же) — американский бейсболист, тренер и спортивный функционер. Выступал на позиции игрока третьей базы. Большую часть карьеры провёл в составе клуба «Бостон Ред Сокс». Четырёхкратный победитель Мировой серии. После завершения карьеры он работал тренером в клубах младших лиг. С 1932 по 1952 год Гарднер был главным тренером команды Вермонтского университета, в течение десяти лет он занимал пост спортивного директора университета.

## Биография

### Ранние годы и начало карьеры
Уильям Гарднер, позднее ставший известным под прозвищем «Ларри», родился 13 мая 1886 года в деревне Иносберг-Фолс в штате Вермонт. Он был младшим из троих детей в семье. Его отец Делберт Гарднер родился в Квебеке и переехал в США в 1870-х годах, он работал в местном бакалейном магазине. Мать Нетти Лоренс родилась и выросла в Вермонте.
В детстве Гарднер увлекся музыкой, он играл на гитаре и пел. Во время учёбы в школе он начал заниматься спортом, был капитаном хоккейном команды и играл в бейсбол. В сезоне 1905 года в восьми матчах школьной команды он провёл пять «сухих» матчей как питчер, эффективность игры на бите составила 43,2 %. Газета Enosburg Standard провозгласила команду, закончившую сезон с семью победами и одним поражением, чемпионами штата.
После окончания школы он начал играть за городскую полупрофессиональную команду, которая выступала в Лиге округа Франклин. Там Гарднер заработал репутацию одного из самых универсальных игроков, играя питчером и шортстопом. В одной из команд лиги играли студенты Вермонтского университета, которые предложили ему поступить в учебное заведение. Деньги на оплату учёбы он одолжил у своего старшего брата Дуайта, работавшего коммивояжером.
В университете Гарднер изучал химию, чтобы в дальнейшем уехать на запад США и устроиться работать пробирщиком на золотых приисках. Ему также удалось стать одним из двух новичков, сразу же попавших в состав университетской бейсбольной команды. В дебютном сезоне он отбивал с показателем 26,9 % и украл девять баз, но стал одним из худших защитников в составе команды. В то время студентам летом разрешалось играть в бейсбол самостоятельно, зарабатывая деньги на оплату учёбы. Гарднер выступал за команду Берлингтона, которую тренировал Том Хэйс, также работавший в университете. Его партнёрами был ряд игроков, которые позднее выступали в Главной лиге бейсбола: Боб Хиггинс, Рэй Тифт и Харри Пэтти. В этой команде, выигравшей чемпионат 1906 года, Гарднер был основным правым аутфилдером.
Весной 1907 года его игра впервые привлекла внимание представителя клуба Главной лиги бейсбола. Им был питчер «Бостон Американс» Джордж Уинтер, в межсезонье живший в Берлингтоне. Большую часть сезона Гарднер пропустил из-за перелома ключицы, но, несмотря на это, партнёры выбрали его капитаном на следующий год. Восстановившись, летом он играл за «Берлингтон», а затем за «Бангор Кабс» из Лиги штата Мэн. В составе «Кабс» он выиграл чемпионский титул, был признан лучшим игроком команды и с показателем 37,1 % стал первым среди отбивающих лиги.
Первые предложения от профессиональных клубов поступили Гарднеру весной 1908 года. Главный тренер «Филадельфии Атлетикс» Конни Мак предлагал ему подписать контракт с зарплатой 300 долларов в месяц и начать играть после окончания студенческого сезона. Несколько телеграмм ему прислал президент «Бостон Ред Сокс» Джон Тейлор. Все предложения Гарднер отклонил, решив провести ещё один сезон в составе университетской команды. Только в июне он, посоветовавшись с членами семьи, согласился стать игроком «Ред Сокс», отказавшись от ещё одного года в университете. Сдав экзамены, он присоединился к команде.

### Главная лига бейсбола

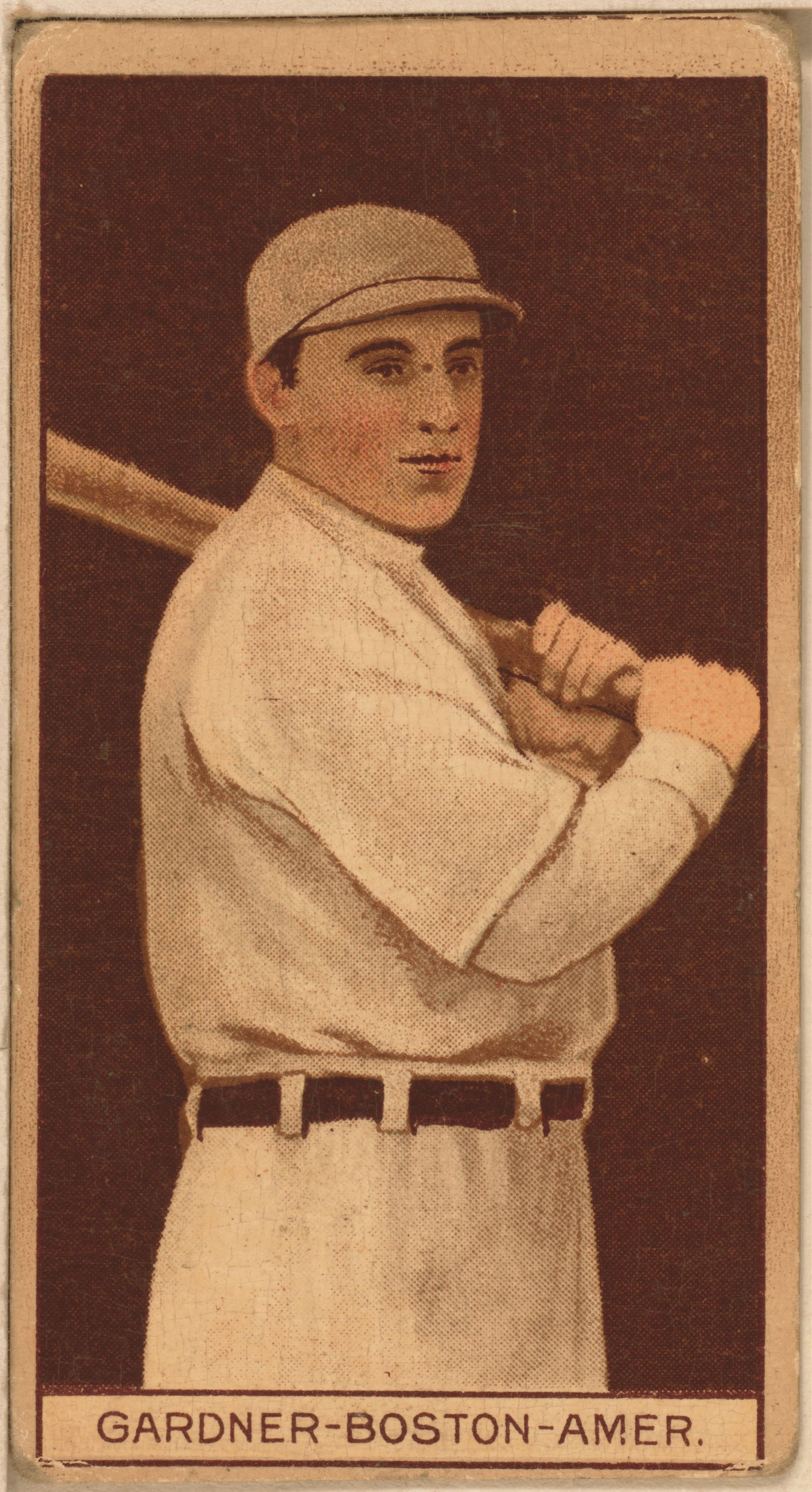
Бейсбольная карточка Ларри Гарднера компании American Tobacco.

В Главной лиге бейсбола Гарднер дебютировал 25 июня 1908 года, заменив травмированного Харри Лорда. Через два дня он впервые вышел в стартовом составе «Ред Сокс». После трёх проведённых матчей президент клуба Джон Тейлор предложил ему остаться в Бостоне и набираться опыта, либо уехать в Линн, где в фарм-клубе была свободной позиция шортстопа. Гарднер выбрал второй вариант и до конца сезона сыграл в 61 матче, отбивая с показателем 30,5 %. В межсезонье он окончил университет и летом 1909 года получил диплом бакалавра в области химии.
В сезоне 1909 года он был запасным игроком «Ред Сокс», сыграв только 18 матчей, меняя Харри Лорда на третьей базе и Хайни Вагнера на позиции шортстопа. В следующем году Гарднер получил место стартового игрока второй базы, когда Эмби Макконнелл заболел аппендицитом. Несмотря на отсутствие опыта игры на этой позиции, он хорошо проявил себя в защите, а его показатель отбивания после 113 проведённых матчей составил 28,3 %. Успешное выступление молодого игрока позволило «Бостону» обменять Макконнелла в «Чикаго Уайт Сокс». В 1911 году развить успех Гарднеру не удалось. По ходу чемпионата из-за недостатка скорости главный тренер Пэтси Донован перевёл его на третью базу. Это решение было с восторгом встречено бостонской спортивной прессой. Один из журналистов писал, что такой отличной игры на третьей базе в «Ред Сокс» не было со времён расцвета Джимми Коллинза.

#### Победы в Мировой серии
Сезон 1912 года стал для «Ред Сокс» и Гарднера прорывным. Команда финишировала на первом месте в Американской лиге, а сам он отбивал с эффективностью 31,5 %. Концовку регулярного чемпионата ему пришлось пропустить из-за перелома пальца на руке, но Гарднер быстро вернулся в состав, опасаясь пропустить матчи Мировой серии. Соперником «Бостона» по финалу стали «Нью-Йорк Джайентс». Из-за недолеченной травмы Гарднер плохо провёл первые три матча серии. Только в четвёртой игре ему удалось выбить сингл и трипл, принеся «Ред Сокс» победу. В седьмом матче он выбил единственный хоум-ран команды в этой серии. В решающей восьмой игре Гарднер сделал победный сакрифайс-флай в десятом иннинге. В настоящее время бита, которой он играл в том матче, выставлена в спортивном комплексе «Гаттерсон Филдхаус» в Вермонтском университете. После окончания сезона Гарднер подписал новый трёхлетний контракт с клубом.
Второй чемпионский титул с командой он выиграл в 1915 году. После этой победы «Ред Сокс» покинул Трис Спикер, и Гарднер стал ведущим отбивающим клуба. В сезоне 1916 года он занял пятое место в лиге с эффективностью 30,8 %. «Бостон» второй раз подряд выиграл Американскую лигу, а затем победил «Бруклин Доджерс» в Мировой серии. В финальных матчах Гарднер выбил два хоум-рана. Несмотря на его успешную и результативную игру, владелец клуба Харри Фрейзи не хотел повышать зарплату игрока. В 1917 году его показатель отбивания снизился до 26,5 %, что стало предлогом для обмена ветерана в «Филадельфию».

#### Филадельфия и Кливленд
В составе «Атлетикс» в 1918 году он отбивал с эффективностью 28,5 %. «Ред Сокс» без него снова выиграли Мировую серию, хотя бостонская пресса писала, что отсутствие Гарднера едва не стоило команде титула. В «Филадельфии» ему задержаться не удалось. Конни Мак стремился омолодить состав и обменял опытного игрока в «Кливленд Индианс». После перехода Гарднер сыграл во всех матчах чемпионата 1919 года, став лучшим в составе по количеству набранных RBI.
В 1920 году игра Гарднера на бите помогла «Кливленду» выиграть Американскую лигу. В Мировой серии «Индианс» обыграли «Бруклин Робинс», этот титул стал четвёртым в его карьере. Годом позже Гарднер провёл свой лучший сезон, несмотря на то, что ему было уже 35 лет. Он отбивал с эффективностью 31,9 %, сделал 101 ран, выбил 187 хитов и набрал 120 RBI. В следующем году из-за травм его игра не была столь результативной, хотя Гарднер провёл 137 матчей. Он думал об уходе из клуба, но Трис Спикер уговорил его остаться и выполнять обязанности тренера и пинч-хиттера. В 1923 и 1924 годах он сыграл за «Индианс» только 90 матчей и лишь в трети из них был полевым игроком.

### Тренер и функционер
В 1925 году Гарднер возглавил команду Техасской лиги из Далласа. Он привёл её к третьему месту и подал в отставку. Следующие два сезона он работал в клубе «Ашвилл Туристс». После ухода из команды, Гарднер вернулся в Вермонт и около двух лет занимался бизнесом по ремонту автомобилей.
В 1929 году он вновь поступил в Вермонтский университет, на факультет физического воспитания. Через три года Гарднера назначили главным тренером студенческой бейсбольной команды «Вермонт Катамаунтс». На этом посту он работал в течение двадцати лет, ставя в приоритет не победы, а мастерство игроков. Он подчёркивал, что всесторонне развитый студент важнее узкоспециализированного атлета. За время работы Гарднера команда одержала 141 победу, потерпев 166 поражений.
С 1942 года он совмещал посты главного тренера и спортивного директора университета. Параллельно Гарднер исполнял обязанности комиссара независимой Северной лиги и был скаутом клуба «Бостон Брэйвз». Университет он покинул в 1952 году. Вместе с супругой он проживал в Берлингтоне, работал в магазине. Свободное время Гарднер уделял музыке, чтению книг и игре в гольф.
Вермонтский университет в 1969 году ввёл его в свой Зал славы. В его честь была названа награда самому ценному игроку университетской команды. Спустя четыре года Общество американских исследователей бейсбола назвало Гарднера величайшим бейсболистом в истории штата.
Ларри Гарднер скончался 11 марта 1976 года в доме своего сына в Сент-Джордже. В 1986 году в память о нём команда Вермонтского университета играла со специальными нашивками на рукавах. В 1993 году Вермонтское отделение Общества американских исследователей бейсбола получило его имя.